# Adalberto Escobar
Adalberto Escobar (23 de abril de 1949 – 26 de junio de 2011) fue un futbolista paraguayo. Jugó 20 partidos con la selección paraguaya de 1969 a 1979. Formó parte de la selección paraguaya que ganó la Copa América de 1979.

## Clubes
| Club                 | País     | Año       |
| -------------------- | -------- | --------- |
| Cerro Porteño        | Paraguay | 1967-1973 |
| Granada              | España   | 1973-1974 |
| Elche                | España   | 1974-1975 |
| Granada              | España   | 1975-1976 |
| Atlético Tembetary   | Paraguay | 1977      |
| Libertad de Asunción | Paraguay | 1978      |

## Palmarés como jugador

#### Torneos nacionales
| Título           | Club          | País     | Año  |
| ---------------- | ------------- | -------- | ---- |
| Primera División | Cerro Porteño | Paraguay | 1970 |
| Primera División | Cerro Porteño | Paraguay | 1972 |
| Primera División | Cerro Porteño | Paraguay | 1973 |

#### Torneos internacionales
| Título       | Club     | País | Año |
| ------------ | -------- | ---- | --- |
| Copa América | Paraguay | 1979 |     |